# أليكس غارسيا (ملاكم)
أليكس غارسيا (2 ديسمبر 1961 بسان فيرناندو في الولايات المتحدة - ) هو ملاكم أمريكي ومكسيكي، صنّف ضمن فئة وزن ثقيل.

## روابط خارجية
- أليكس غارسيا على موقع بوكس ريك (الإنجليزية) (registration required)